# Caldo de hongos de cazahuate

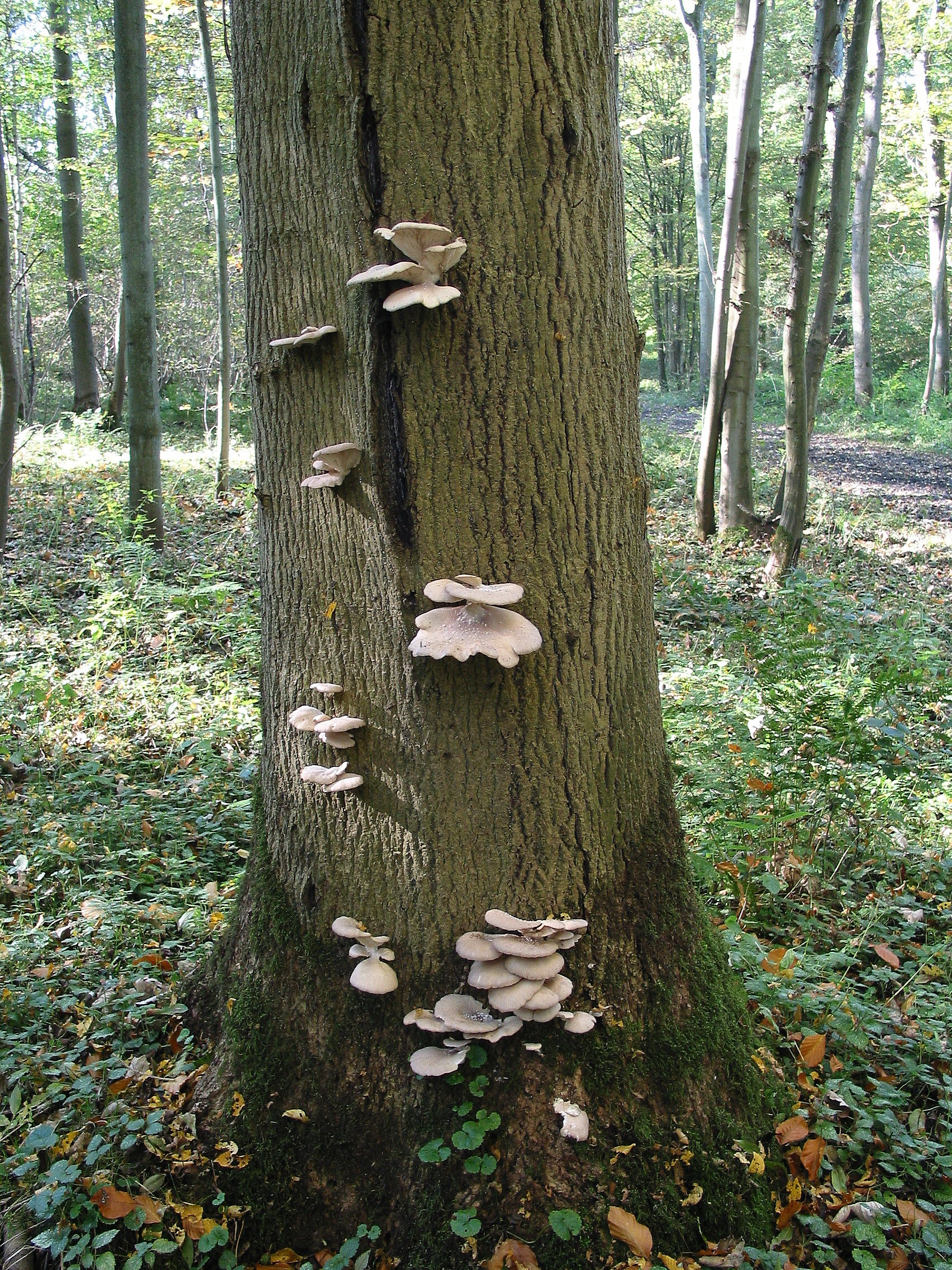
Hongos de cazahuate.

El caldo o sopa de hongos de cazahuate es un plato típico del estado de Morelos, en el centro de México. Su ingrediente principal son los hongos u orejas de cazahuate o cazaguate (Pleurotus ostreatus y P. pycnoporus), hongo parasitario del árbol cazahuate que crece en las zonas templadas del norte de Morelos durante la estación lluviosa (abril–septiembre) y que cuentan con una larga tradición culinaria en este estado desde hace generaciones.
Los hongos de cazahuate son de textura carnosa y consistente, algunos asocian su sabroso sabor al de la carne de pollo y calientes en caldo satisfacen el estómago. A nivel nutricional, son ricos en vitaminas B, C, E y K, minerales y proteínas. También es típico prepararlos en mole rojo, pipián, quesadillas o tamales.

## Receta
Para preparar esta sopa, se prepara primero un caldo vegetal licuado con los tomatillos, la cebolla, los ajos, las zanahorias y el apio. Luego se lleva a hervor y se agregan los hongos, ya limpios, por 15 minutos. Opcionalmente se agrega cilantro, perejil, epazote o algún quelite aromático que aporte sabor. Se rectifica de sal y pimienta, y se sirve.